# Brombeere (Frucht)

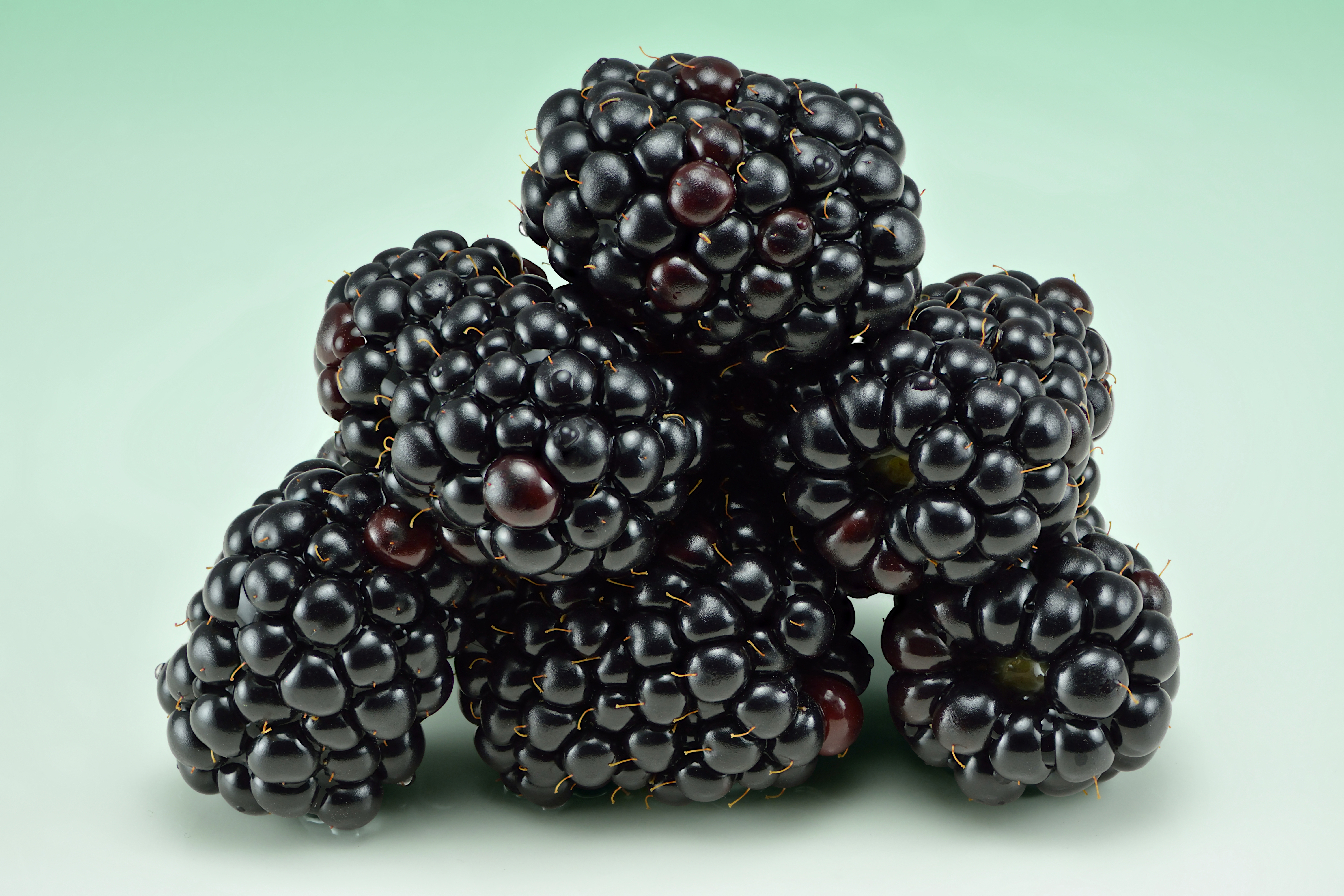
Brombeeren

Eine Brombeere, auch Kratzbeere genannt, ist die essbare Frucht einer der zahlreichen Arten der Brombeeren (Rubus sectio Rubus). Die Früchte werden teilweise von wilden Brombeeren geerntet, stammen in der Regel jedoch aus Brombeerkulturen. In der Küche werden Brombeeren in der Regel für Süßspeisen und Desserts verwendet, sie können dabei unter anderem zu Konfitüre, Gelees, Roter Grütze, Sorbets, Säften, Mixgetränken, Wein, Likör und Branntwein, Kuchen und Torten sowie für weitere Süßspeisen verwendet werden.

## Merkmale

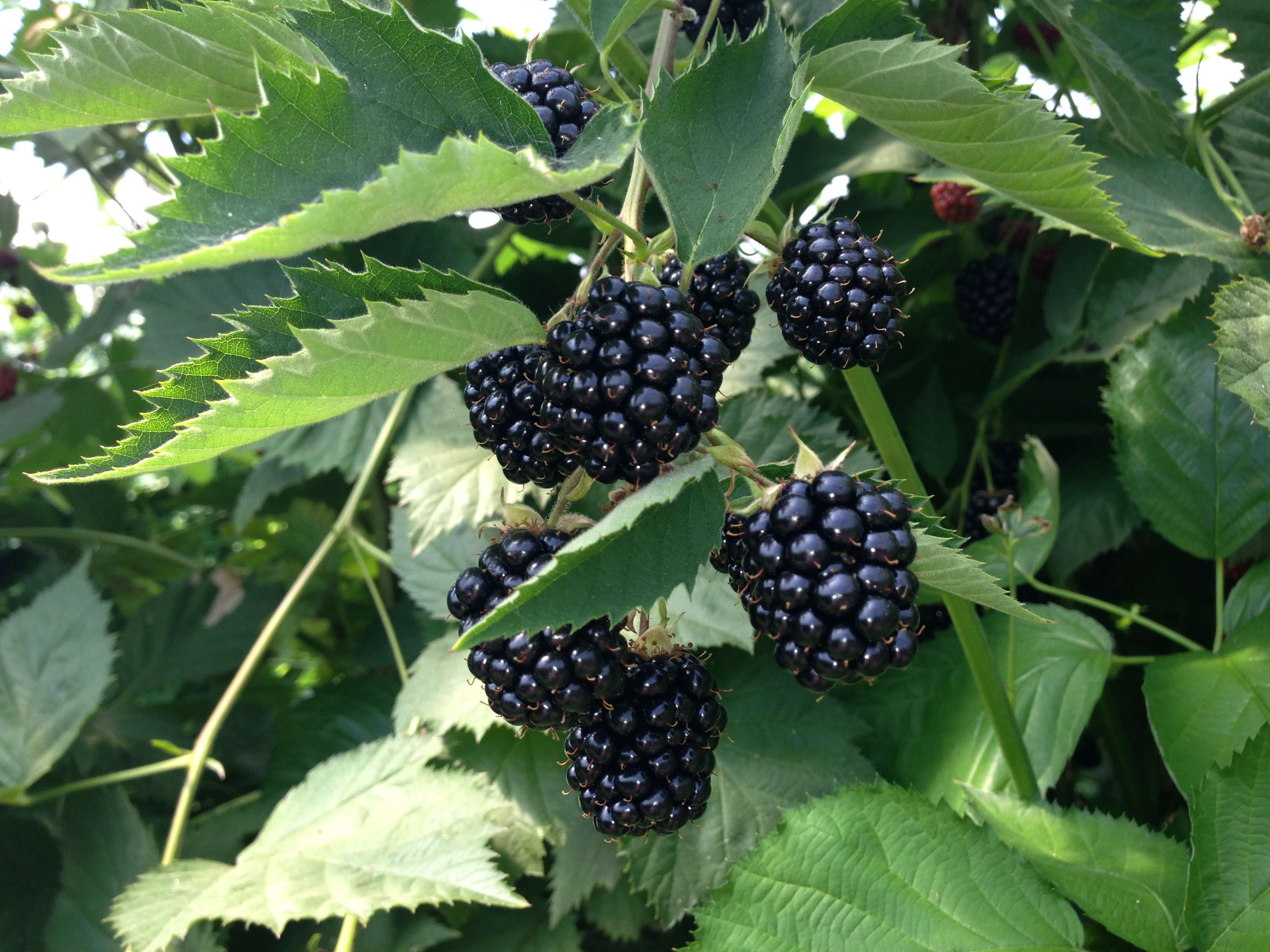
Reife Früchte der Brombeere

Bei Brombeeren handelt es sich um bei der Reife meist schwarz-glänzende und seltener rot-schwarze Früchte, die aus einzelnen Teilfrüchten zusammengesetzt sind, die saftig und im Geschmack säuerlich süß sind. Botanisch handelt es sich um Sammelsteinfrüchte, die sich aus den einzelnen Fruchtblättern bilden und bei der jede Teilfrucht im Aufbau eine Steinfrucht darstellt. Dementsprechend besitzt jede Teilfrucht eine dünne Außenhaut und einen Kern (Stein), in dem sich der Same der Brombeere befindet. Anders als bei der im Aufbau vergleichbaren Himbeere lässt sich die Frucht nicht ohne den Blütenboden pflücken, da sie mit diesem fest verbunden ist.

## Inhaltsstoffe
In 100 Gramm Brombeeren sind ~9,6 g Kohlenhydrate enthalten (davon ~4,9 g Zucker), ~1,4 g Eiweiß und <1 g Fett. Der Energiehalt beträgt ~180 kJ (43 kcal). Brombeeren enthalten relativ viel Vitamin C und Vitamin K, und darüber hinaus auch viele B-Vitamine.

## Saison
Die Fruchtreife der Brombeeren reicht in den gemäßigten Zonen Europas und Nordamerikas von Ende Juli bis September, bisweilen auch bis Oktober. Die Früchte werden während dieser Zeit frisch gegessen oder verarbeitet. Außerhalb der europäischen Saison sind die Früchte in der Regel frisch als Importware sowie als Tiefkühlkost, teilweise gemischt mit anderen Beeren, oder in Zuckersirup verfügbar.

## Verwendung

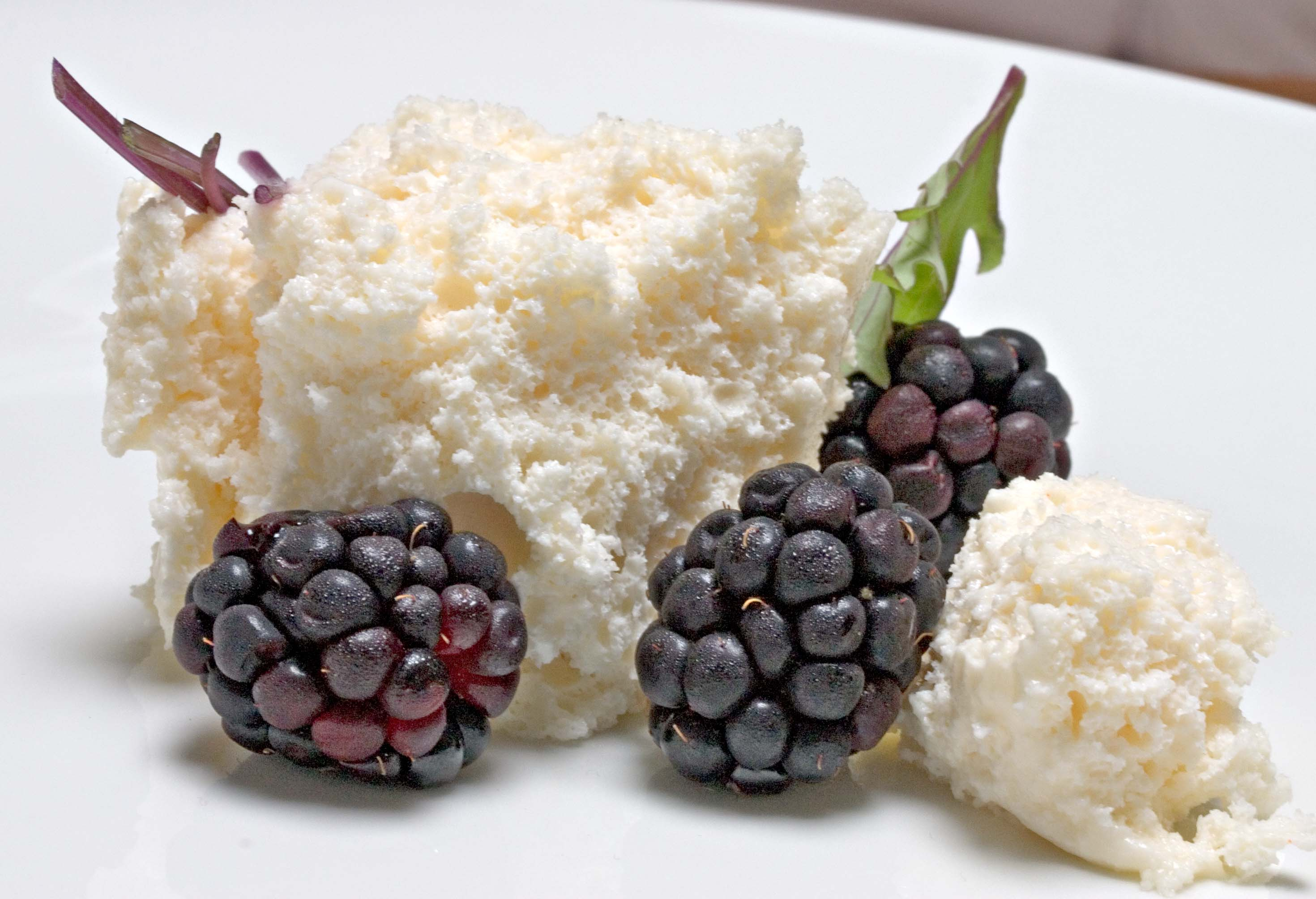
Geschäumter Brie mit Brombeeren und rotem Senf

Brombeeren (französisch Baies de ronce, lateinisch früher Morabacci) werden zum Frischverzehr genutzt oder in der Küche für die Zubereitung zahlreicher Speisen verwendet, darunter Konfitüre, Gelees, Rote Grütze, Sorbet, Fruchtsaft, Wein und Likör, Kuchen und Torten sowie weitere Süßspeisen. Daneben sind allerdings auch andere und deftigere Speisen möglich, etwa in der Kombination mit Käse.

### Konfitüren und Gelees aus Brombeeren

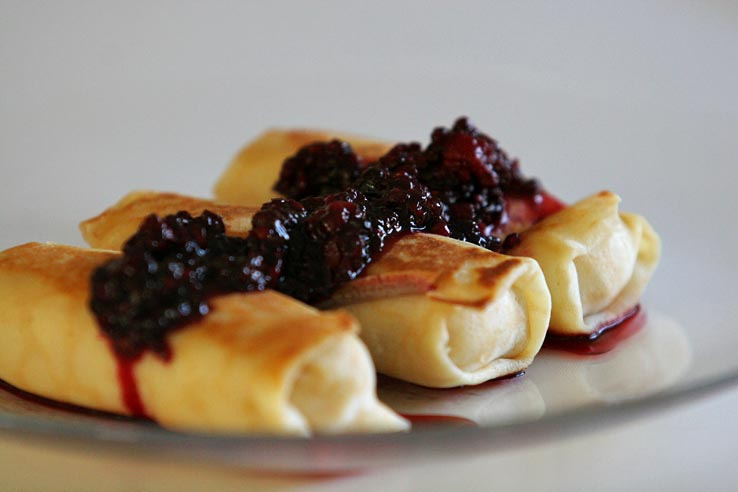
Käseröllchen mit Brombeerkonfitüre

Brombeerkonfitüre und -gelee sind die mengenmäßig wichtigsten sowohl kommerziell wie privat hergestellten Speisen aus Brombeeren.
Zur privaten Herstellung von Brombeerkonfitüren werden gereinigte und pürierte Brombeeren mit einem Gelierzucker im Verhältnis 2:1 vermischt und zum Kochen gebracht. Nach einer erfolgreichen Gelierprobe wird die Masse heiß in geeignete Gefäße gefüllt und verschlossen. Vor allem im privaten Bereich sind Kombinationen mit anderen Früchten oder Zutaten üblich. So werden Brombeeren häufig mit anderen Beeren wie Boysenbeeren, Himbeeren, Heidelbeeren und Johannisbeeren gemischt und gemeinsam zu einer Konfitüre verarbeitet; einige dieser Kombinationen werden kommerziell als Waldfrüchte- oder Wildbeerenkonfitüre vermarktet. Andere Früchte, mit denen Brombeeren kombiniert werden können, sind etwa Aprikosen, Orangen, Kirschen oder Erdbeeren. Brombeerkonfitüren können zudem mit Minze, Zimt, Kokosnuss oder anderen Zutaten aromatisiert werden. Industriell hergestellte Konfitüren enthalten in der Regel Pektine, vor allem Apfelpektin, als Geliermittel sowie Zitronensäure oder Zitronensaftkonzentrat als Säuerungsmittel.
Brombeergelee wird aus Brombeersaft hergestellt, der ebenfalls mit Gelierzucker vermischt wird. Aufgrund der flüssigen Konsistenz beträgt das Mischungsverhältnis in diesem Fall jedoch 3:1. Industriell kommen hier ebenfalls Pektine zum Einsatz. Auch Brombeergelee kann mit anderen Früchten kombiniert oder aromatisiert werden.
Brombeerkonfitüre und -gelee wird sowohl als Brotaufstrich wie auch als Zutat oder Zugabe für weitere Speisen verwendet.

### Süßspeisen mit Brombeeren

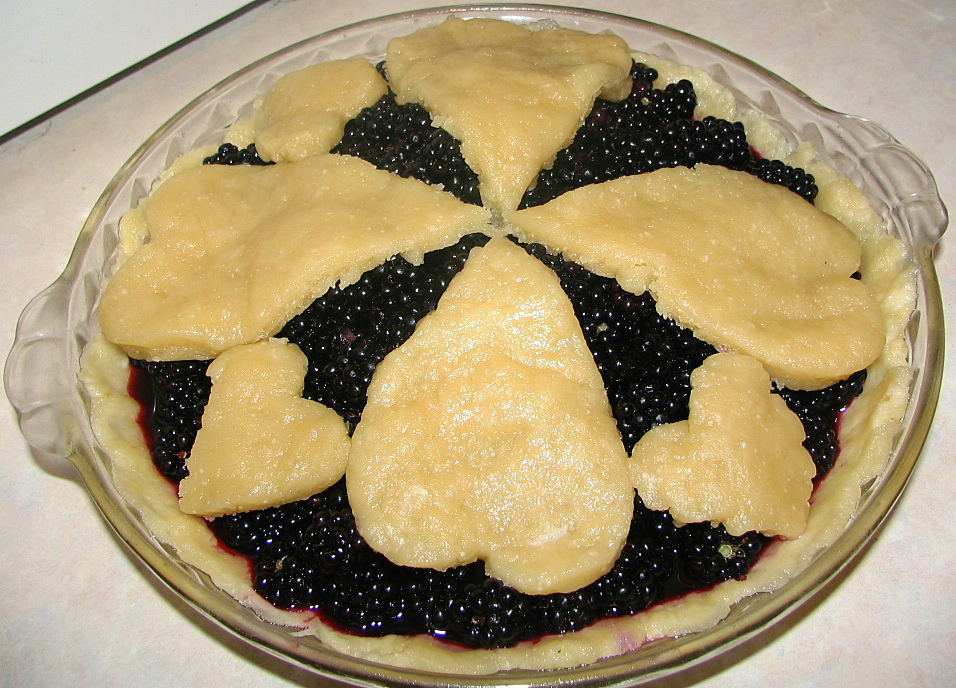
Blackberry pie, bedeckt mit dekorativen Teigstücken

Zu den typischen Speisen mit Brombeeren gehören Kuchen wie der englische blackberry pie, bei dem ein Tortenboden (Pieschüssel) mit gezuckerten und mit Zimt und geriebener Zitronenschale gewürzten Brombeeren gefüllt und mit einem mit Ei bestrichenen Blätterteig abgedeckt gebacken wird. Ebenfalls typisch ist der blackberry and apple pie, bei dem zusätzlich Apfelscheiben in den Kuchen gelegt werden. Bei der Zubereitung als Berner Art werden Brombeeren mit Maraschino und Zucker mazeriert und in bereits gebackene Tartelettes gefüllt sowie mit Johannisbeergelee überzogen und mit Pistazien bestreut.
In einer Zubereitung als Astoria werden ausgehöhlte und pochierte Äpfel mit pochierten und mit Kirschwasser und durchgestrichener Aprikosenkonfitüre abgeschmeckten und gebundenen Brombeeren gefüllt. Die gefüllten Äpfel werden mit Aprikosenkonfitüre bestrichen (aprikosiert) und mit gehackten und gerösteten Mandeln bestreut.
Um einen Brombeerpudding herzustellen, werden die Brombeeren in Rotwein mit Zitronenschale und Zimt pochiert, danach durch ein Sieb gestrichen, mit Zucker aufgekocht und mit Stärke gebunden. Die noch heiße Masse wird mit geschlagenem Eischnee unterzogen und mit noch ganzen und rohen Brombeeren vermischt. Die Masse wird in eine Charlotteform gefüllt und, sobald sie abgekühlt ist, gestürzt sowie mit Vanillesauce übergossen (nappiert).

### Getränke mit Brombeeren
Zu den typischen Getränken und Getränkezutaten, die aus Brombeeren hergestellt werden, gehören sowohl alkoholfreie Sirupe und Säfte wie auch alkoholische Weine und Liköre.
Alkoholfreie Getränke mit Brombeeren können sowohl aus oder mit den frischen wie auch mit gefrorenen Früchten hergestellt werden. Für die Herstellung von Säften werden die reifen Früchte in der Regel heiß mit Wasserdampf entsaftet. Für andere Brombeergetränke können die reifen Früchte jedoch auch mit anderen Zutaten gemischt und püriert werden, etwa mit Zucker, Zitronensaft, Sodawasser und Eiswürfeln als gekühler Brombeertrunk oder mit Milch und Speiseeis als Milchshake oder „Brombeermilchfrost“. Zur Herstellung von Sirup wird Brombeersaft mit Zuckersirup konzentriert.

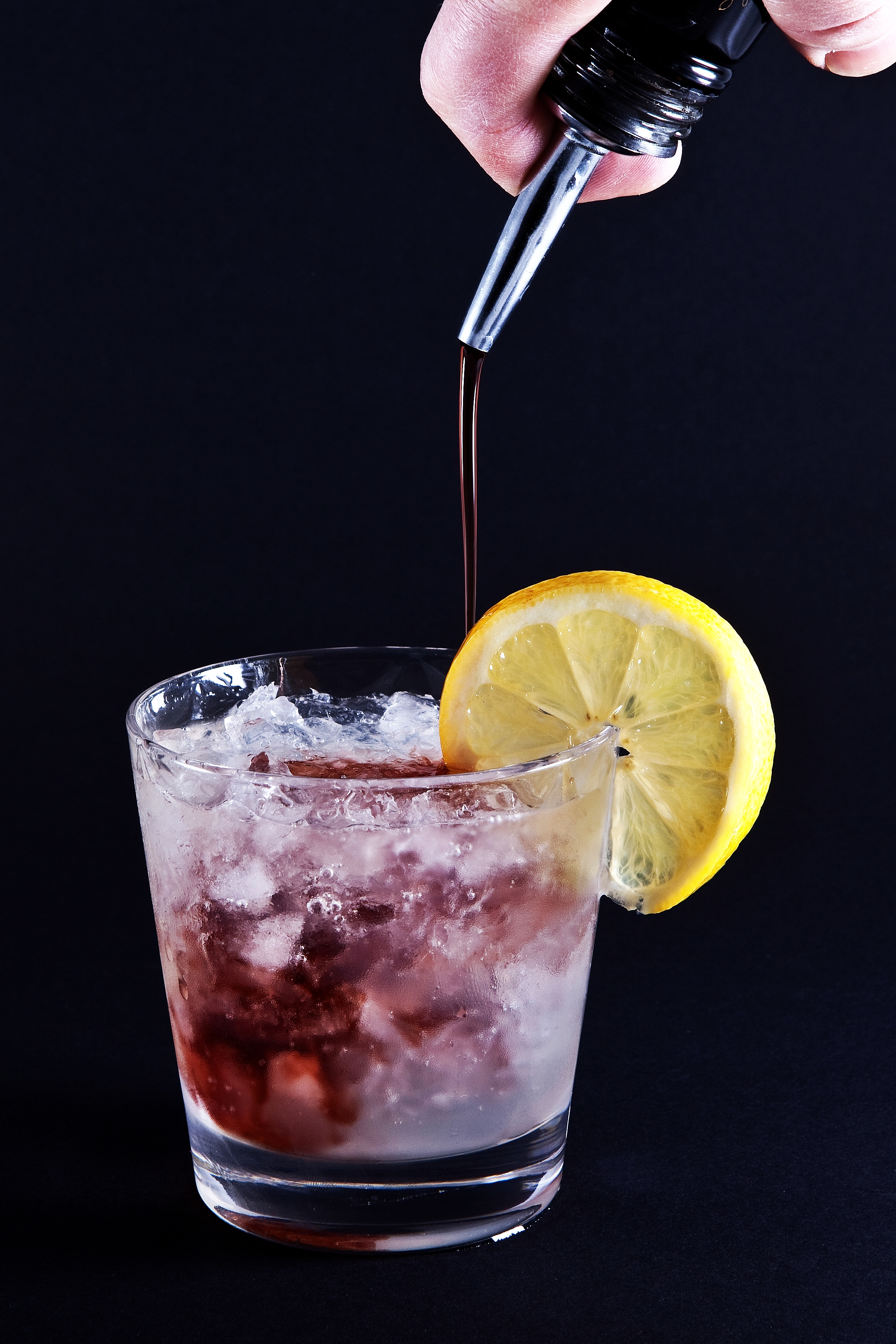
„Float“ eines Brombeerlikörs auf den Cocktail Bramble über Crushed Ice

Brombeerwein wird analog zu anderen Obstweinen durch einen Gärprozess aus den reifen Brombeeren und Zucker unter Verwendung von Weinhefen hergestellt. Der Brombeerlikör ist ein typischer Fruchtsaftlikör, bei dem die Früchte in Alkohol mazeriert werden und so einen vergleichsweise hohen Alkoholgehalt erhalten. Brombeerliköre sind kommerziell erhältlich, unter anderem als „Creme de Mûre“, „Kroatzbeere“ oder einfach unter der Bezeichnung „Brombeerlikör“. Brombeerlikör kann, wie auch Brombeersirup, in Cocktails verwendet werden, etwa im Bramble (englisch für Brombeere), in dem Brombeerlikör über eine Mischung aus Gin, Zitronensaft und Zuckersirup „gefloatet“ wird.
Brombeergeist ist ein Beerenbranntwein auf der Basis von Brombeeren mit einem Alkoholgehalt von 45 Vol-%, der vor allem in Südtirol und im Schwarzwald hergestellt wird. Teilweise wird Brombeerbranntwein als Zusatz mit etwa 10 % bei der Herstellung von Blackberry Brandy verwendet.

## Belege
1. 1 2 3 4 5 6  „Brombeeren, Kratzbeeren.“ In: F. Jürgen Herrmann (Hrsg.): Herings Lexikon der Küche. Fachbuchverlag Pfanneberg, Haan-Gruiten 2012 (Lizenzausgabe Nikol, Hamburg 2016); S. 614. ISBN 978-3-86820-344-8.
2. ↑  Inhaltsstoffe und Nährwertangaben zur Brombeere
3. ↑  Otto Beßler: Prinzipien der Drogenkunde im Mittelalter. Aussage und Inhalt des Circa instans und Mainzer Gart. Mathematisch-naturwissenschaftliche Habilitationsschrift, Halle an der Saale 1959, S. 204–205 und 230.
4. ↑  „Brombeertrunk.“ In: Getränke International. Lingen Verlag, Köln o. J.; S. 60
5. ↑  „Brombeermilchfrost“. In: Siegfried Späth: Mixen ohne Alkohol. Falcken Verlag, Niedernhausen 1988; S. 36. ISBN 3-8068-0935-6
6. ↑  Creme de Mûre (Memento des Originals vom 7. Juli 2018 im Internet Archive)  Info: Der Archivlink wurde automatisch eingesetzt und noch nicht geprüft. Bitte prüfe Original- und Archivlink gemäß Anleitung und entferne dann diesen Hinweis. auf der Website des Unternehmens Monin; abgerufen am 7. Juli 2018.
7. ↑  „Brombeerlikör.“ In: Getränke International. Lingen Verlag, Köln o. J.; S. 59
8. ↑  Marco Beier: Fakten: Die Top 6 der modernen Gin-Drinks. In: Mixology Magazin für Barkultur. Abgerufen am 15. August 2017.
9. ↑  „Brombeergeist.“ In: Getränke International. Lingen Verlag, Köln o. J.; S. 59